# Halász Ilona

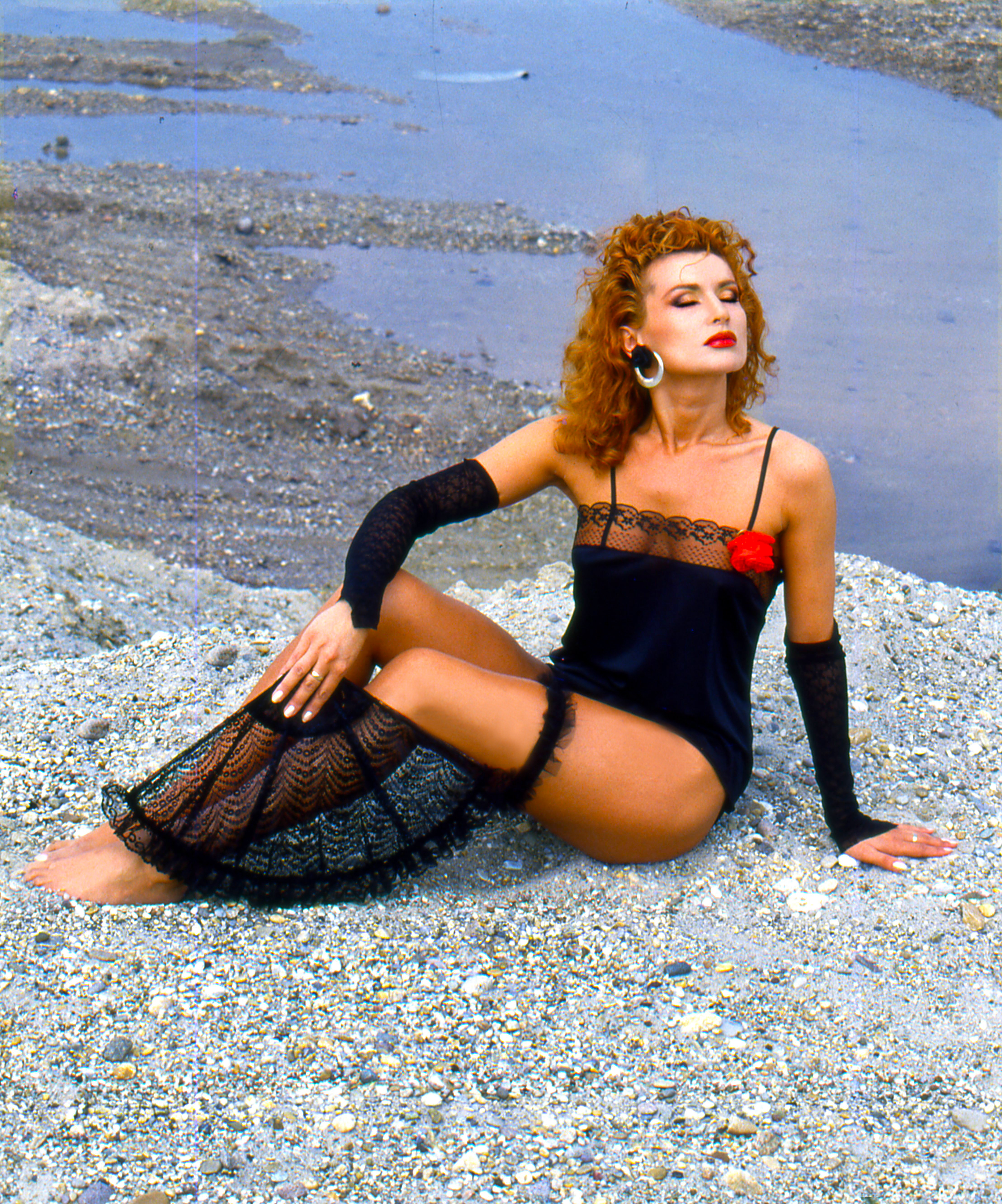
Rózsavölgyi Gyöngyi felvétele

Halász Ilona (Zalamerenye, ? –) modell, manöken.

## Élete
Zalamerenyén született. Gyermekként sokat olvasott, iskolai tánccsoportban szólótáncos volt. Ünnepélyeken, rendezvényeken mindig szavalt vagy szólót énekelt. A soproni Óvónőképző Főiskolán végzett, és óvónőként Nagykanizsán dolgozott. Budapestre költözött, és elvégezte az Állami Artistaképző Intézet manöken- és fotómodell tanfolyamát.
A Május 1. Ruhagyárban volt házi modell, majd külső, gyáron kívüli divatbemutatóikon is szerepelt. Ott látták meg a fotósok,  és keresték meg. A Magyar Hirdető által szervezett „FELINA” fehérnemű és fürdőruha cég Intercontinental-i bemutatóján való részvétele hozta meg a sikert. Ezt a bemutatót szinte az egész divatszakma látta. A bemutató után fotósok, cégek képviselői egyaránt keresték.
Fellépett Budapesten és az ország nagyobb városaiban. Rendszeresen dolgozott Prágában és Moszkvában. Munkájával ezenkívül eljutott többek között Lyonba, Hannoverbe, Kijevbe, Bécsbe, Olaszországba, Jugoszláviába, San Franciscóba és Los Angelesbe.
Fotómodellként is rendszeresen foglalkoztatták, az Ez a Divat, és egyéb kiadványok oldalán is látható volt.
Három évig tanított a Zsigmond Márta – Komlósi Gábor modelliskolában.
Fotósai voltak többek között Lengyel Miklós, Módos Gábor, Novotta Ferenc, Vértes György és Rózsavölgyi Gyöngyi fotóművészek. A Modell Trió nevű formáció egyik tagja volt.
1994-ben harmadik férjével az Egyesült Államokba költözött és azóta floridai Hallandale Beach-en él.